# Gurghiu
Gurghiu (Hongaars: Görgényszentimre) is een comună in het district Mureș, Transsylvanië, Roemenië. De comună bestaat uit tien dorpen, namelijk:
- Adrian
- Caşva
- Comori
- Fundoaia
- Glăjărie (Hongaars: Görgényüvegcsűr)
- Gurghiu (Hongaars: Görgényszentimre)
- Larga
- Orşova
- Orşova-Pădure
- Păuloaia

De gemeente kent een vooral Roemeenstalige bevolking, het dorp Glăjărie (Hongaars: Görgényüvegcsűr) vormt een Hongaarstalige enclave. In 2011 waren er op een bevolking van 1702 inwoners een Hongaarse bevolking van 1.365 (80,19%) en 309 Roemenen. 